# Saison 2007 de la Ligue canadienne de football
Navigation
2006 2008
2007 est la 50e saison de la Ligue canadienne de football et la 124e saison depuis la fondation de la Canadian Rugby Football Union en 1884.

## Événements
Le 28 mars, Mark Cohon (en) est nommé commissaire de la Ligue canadienne de football, succédant ainsi à Tom Wright (en).

## Classements
| Clt   | Équipe                   | PJ | V  | D  | N | BP  | BC  | Pts |
| ----- | ------------------------ | -- | -- | -- | - | --- | --- | --- |
| +001, | Argonauts de Toronto     | 18 | 11 | 7  | 0 | 440 | 336 | 22  |
| +002, | Blue Bombers de Winnipeg | 18 | 10 | 7  | 1 | 339 | 404 | 21  |
| +003, | Alouettes de Montréal    | 18 | 8  | 10 | 0 | 398 | 433 | 16  |
| +004, | Tiger-Cats de Hamilton   | 18 | 3  | 15 | 0 | 315 | 515 | 6   |

| Clt   | Équipe                           | PJ | V  | D  | N | BP  | BC  | Pts |
| ----- | -------------------------------- | -- | -- | -- | - | --- | --- | --- |
| +001, | Lions de la Colombie-Britannique | 18 | 14 | 3  | 1 | 542 | 379 | 29  |
| +002, | Roughriders de la Saskatchewan   | 18 | 12 | 6  | 0 | 530 | 434 | 24  |
| +003, | Stampeders de Calgary            | 18 | 7  | 10 | 1 | 473 | 527 | 15  |
| +004, | Eskimos d'Edmonton               | 18 | 5  | 12 | 1 | 400 | 509 | 11  |

## Séries éliminatoires

### Demi-finale de la division Ouest
- 11 novembre : Stampeders de Calgary 24 - Roughriders de la Saskatchewan 26

### Finale de la division Ouest
- 18 novembre : Roughriders de la Saskatchewan 26 - Lions de la Colombie-Britannique 17

### Demi-finale de la division Est
- 11 novembre : Alouettes de Montréal 22 - Blue Bombers de Winnipeg 24

### Finale de la division Est
- 18 novembre : Blue Bombers de Winnipeg 19 - Argonauts de Toronto 9

### 95ecoupe Grey
- 25 novembre : Les Roughriders de la Saskatchewan gagnent 23-19 contre les Blue Bombers de Winnipeg au Centre Rogers à Toronto (Ontario).

## Honneurs individuels
- Joueur par excellence : Kerry Joseph (QA), Roughriders de la Saskatchewan
- Joueur défensif par excellence : Cameron Wake (AD), Lions de la Colombie-Britannique
- Joueur de ligne offensive par excellence : Rob Murphy (en) (LO), Lions de la Colombie-Britannique
- Joueur canadien par excellence : Jason Clermont (en) (DI), Lions de la Colombie-Britannique
- Recrue par excellence : Cameron Wake (AD), Lions de la Colombie-Britannique
- Joueur des unités spéciales par excellence :  Ian Smart (en) (SRB), Lions de la Colombie-Britannique